# 基维耶尔
基维耶尔（法語：Quivières，法語發音：[kivjɛʁ]）是法国上法蘭西大區索姆省的一个市镇，属于佩罗讷区。

## 地理
基维耶尔（49°49'20"N, 3°2'16"E）面积6.83 平方千米，位于法国上法蘭西大區索姆省，该省份为法国北部沿海省份，北起加来海峡省和北部省，西接滨海塞纳省和大西洋英吉利海峡，南至瓦兹省，东临埃纳省。
与基维耶尔接壤的市镇（或旧市镇、城区）包括：朗希、阿蒂、克鲁瓦莫利尼欧、德维斯、杜伊、马蒂尼、蒙希拉加什、于尼莱基佩。
基维耶尔的时区为UTC+01:00、UTC+02:00（夏令时）。

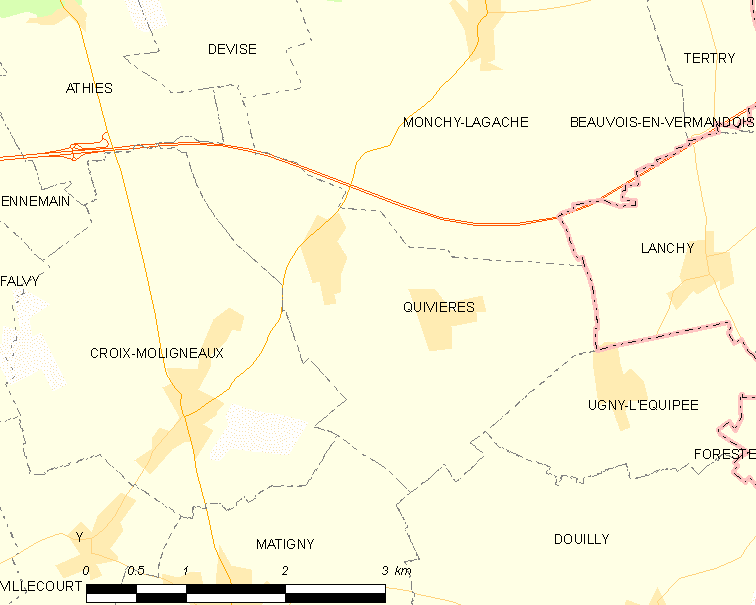
基维耶尔的OSM定位图

## 行政
基维耶尔的邮政编码为80400，INSEE市镇编码为80658。

## 政治
基维耶尔所属的省级选区为阿姆县。

## 人口

1962-2008年间基维耶尔人口变化图示

基维耶尔于2022年1月1日时的人口数量为144人。